# خاكريز (أنجيرلو)
خاکریز (بالفارسية: خاکریز) هي قرية تقع في إيران في أردبيل. يقدر عدد سكانها بـ 216 نسمة .